# Демократична партія Курдистану
Демократична партія Курдистану (Ірак) (ДПК) (Partiya Demokratya Kurdistanê — PDK; використовується також англійська абревіатура — KDP) — одна з найстаріших курдських політичних партій.

## Історія
Була створена 16 серпня 1946 на підпільному з'їзді в Багдаді злиттям трьох існуючих до тієї пори організацій: «Ризгарі» («Визволення»), «Шорш» («Революція») і Сулейманійського комітету Демократичної партії Іранського Курдистану. Її головою був заочно обраний (знаходився на той момент в Мехабаді) Мустафа Барзані, першим секретарем — соратник Барзані, адвокат Хамза Абдалла, який, власне, і провів технічну роботу з організації нової партії. До III з'їзду (1952 р.) партія носила назву «Курдська демократична партія». У її програмі ставилася мета домогтися автономії Іракського Курдистану та проведення в ньому соціальних реформ. На III з'їзді партії першим секретарем став видатний літератор Ібрагім Ахмед, який доповнив програму пунктом, що проголошує ідеологічною основою партії марксизм-ленінізм. Втім, сам Ібрагім Ахмед не приховував, що ввів в програму цей пункт з метою відвернути курдську молодь від комуністів. Після революції 1958 р. в Ірак повертається номінальний керівник партії — Барзані, який і бере в свої руки управління. Користуючись своїм авторитетом, він деякий час лавірував між двома фракціями: правою (Ібрагім Ахмед) і лівої, прокомуністичною (Хамза Абдалла), але влітку 1959 «вичистив» прокомуністичну фракцію з партії. У цей час ДПК стає другою за чисельністю (після Компартії) іракської партією; в Курдистані вона була практично монополістом, витіснивши ІКП і повністю опанувавши маси. Великою популярністю користувався орган ДПК — газета «Хабат» («Боротьба»), одним з головних редакторів якої був член політбюро партії, поет Абдул Рахман Забіху.
Відносини між ДПК і режимом Абдель Керіма Касема, цілком дружні спочатку, швидко почали псуватися. ДПК вимагала автономії для Іракського Курдистану; Касем відмовлявся виконати цю вимогу. Навесні — влітку 1961 Касем зробив ряд акцій проти ДПК і потім (у вересні) спробував силою задавити рух в Курдистані. Результатом стало «Вересневе повстання» 1961-1975 рр.. У перший період повстання виникло два центри: на півночі, де командував Барзані, і на південному сході, в районі Мавату, де знаходилася штаб-квартира ДПК. Відносини між Маватою і Барзані були досить напружені, між верхівкою, що складалася з партійної інтелігенції, і формальним головою партії (якого інтелігенти вважали «феодалом») йшла глуха боротьба за лідерство. У лютому 1964 Ібрагім Ахмед скористався нагодою (укладеним Барзані перемир'ям з іракською владою) і спробував перехопити лідерство, звинувативши Барзані в зраді. В результаті, однак, скликаний Барзані з'їзд партії виключив з неї Ібрагіма Ахмеда і весь склад Політбюро. Після цього лідерство Барзані в партії вже ніким не оскаржувалося.
Після поразки Вересневого повстання (1975 р.) партія переживає кризу. Мустафа Барзані оголошує про відхід з усіх посад (хоча фактично залишається керівником партії до самої смерті). На конференції в Західному Берліні створюється Тимчасове керівництво (ТК) на чолі з д-ром Самі Абдель Рахманом, яке бере на себе завдання реорганізації партії та поновлення збройної боротьби. Велику роль у цьому процесі відіграють сини Барзані — Ідріс і Масуд, який і обирається головою партії після смерті Барзані в 1979 р.
Під час ірано-іракської війни 1980–1988 рр.. ДПК, спираючись на підтримку Ірану, вела боротьбу проти режиму Саддама Хусейна. У березні 1991 р., після перемоги сил міжнародної коаліції над Іраком, ДПК разом з Патріотичним союзом Курдистану підняли повстання і в короткий термін звільнили весь Іракський Курдистан. Після поразки повстання, а потім вигнання іракців з трьох провінцій міжнародними силами, у «Вільному Курдистані» були проведені вибори, за результатами яких ДПК отримала 51 місце в парламенті, а ПСК — 49 місць. Претензії ПСК на керівництво «Вільним Курдистаном» привели до громадянської війни між ним і ДПК (1994–1998), в результаті якої ПСК сформував свій власний уряд в Сулейманії, а ДПК продовжувало правити Ербіль і Дохук. Вибори 2005 р. в курдський парламент дали ДПК 52% голосів, а проте, поступаючись вимогам ПСК, партійне керівництво погодилося поділити владу за формулою 50:50. Після цього процес об'єднання двох регіонів прискорився. 12 червня 2005 Масуд Барзані проголошений президентом Іракського Курдистану; 7 травня 2006 сформовано об'єднаний Регіональний Уряд Іракського Курдистану (hikumêta hêrema Kurdistanê; звичайно використовується англ. абревіатура KRG) на чолі з представником ДПК Нечірваном Барзані.

## Характеристика
По своїй ідеології ДПК, незважаючи на певний час декларовану прихильність «шляху марксизму-ленінізму», завжди носила характер (порівняно з іншими курдськими партіями) правої і традиціоналістської партії. В економічній політиці, ДПК дотримується ліберального курсу. В даний час ДПК має статус спостерігача в Соціалістичному інтернаціоналі.
Партійним кольором вважається жовтий, партійна емблема — голова орла.